# Seattle Storm

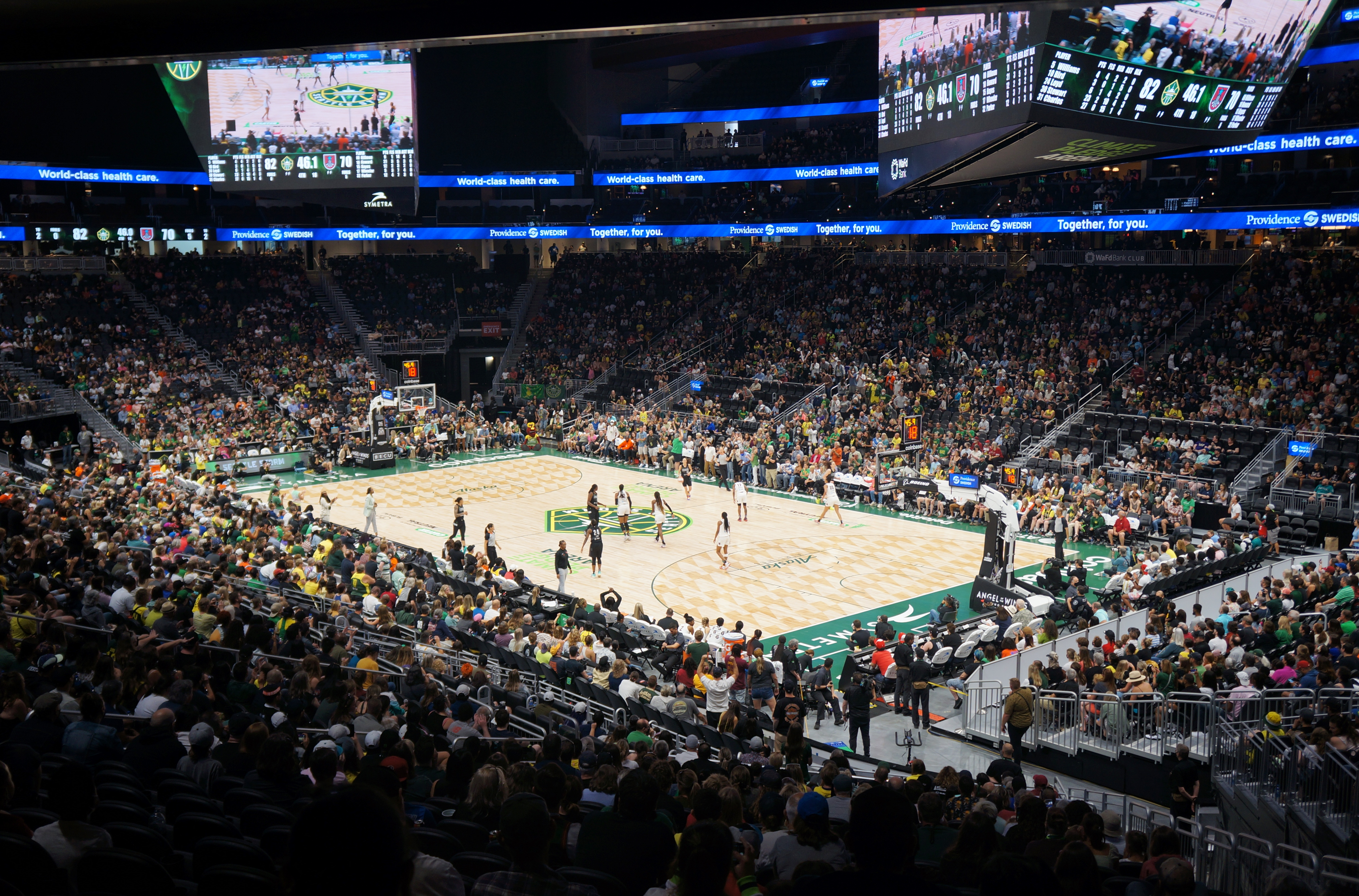
Climate Pledge Arena, casa do Seattle Storm

O Seattle Storm é um time de basquete feminino que joga na Women's National Basketball Association (WNBA)  baseado em Seattle, Washington. O Storm venceu o título da WNBA em 2004, 2010, 2018 e 2020.